# Liste von Persönlichkeiten der Stadt Plowdiw
Diese Liste zählt Personen auf, die in der bulgarischen Stadt Plowdiw geboren wurden. Die Liste erhebt keinen Anspruch auf Vollständigkeit.

## In Plowdiw geborene Persönlichkeiten

### 1501–1960
- Müezzinzade Filibeli Hafız Ahmed Pascha (1564–1632), bulgarisch-muslimischer Großwesir (Premierminister) des Osmanischen Reiches
- Panajot Pipkow (1871–1942), Komponist
- Krastjo Mijatew (1892–1966), Archäologe und Kunsthistoriker
- Boris Christow (1914–1993), Opernsänger
- Nikola S. Dimitrov (1921–1997), Ingenieur, Ordinarius für Tragwerkslehre und konstruktives Entwerfen in Stuttgart
- Angel Wagenstein (1922–2023), Romancier, Drehbuchautor und Dokumentarfilmer
- Iwan Andonow (1934–2011), Schauspieler und Filmregisseur
- Hilmi Kiremitçi (1934–2011), türkischer Fußballspieler und -trainer
- Ali Filibeli (1942–2011), türkischer Fußballtorhüter und -funktionär
- Georgi Popow (1944–2024), Fußballspieler
- Rumiana Ebert (* 1945), in Deutschland lebende Schriftstellerin
- Georgi Markow (* 1946), Historiker
- Liljana Tomowa (* 1946), Leichtathletin
- Christo Bonew (* 1947), ehemaliger Fußballspieler und -nationaltrainer
- Monka Bobtschewa (* 1949), Sprinterin
- Marija Petkowa (* 1950), Diskuswerferin
- Petar Stojanow (* 1952), zweiter frei gewählter Präsident Bulgariens nach 1989 (22. Januar 1997 bis 21. Januar 2002)
- Georgi Takew (1952–2022), in Deutschland lebender Maler
- Sofka Popowa (* 1953), Sprinterin
- Nonka Matowa (* 1954), Sportschützin und Politikerin
- Solomon Pasi (* 1956), Politiker; von 2001 bis 2005 Außenminister Bulgariens
- Emma Tahmizian (* 1957), Pianistin
- Ginka Sagortschewa (* 1958), Leichtathletin
- Petar Saprjanow (* 1959), Sportschütze
- Mariana Serbesowa (* 1959), Ruderin
- Schan Widenow (* 1959), ehemaliger Premierminister von Bulgarien

### 1961 bis 1980
- Stefka Kostadinowa (* 1965), Leichtathletin
- Samuel Finzi (* 1966), deutscher Schauspieler
- Diana Palijska (* 1966), Kanutin
- Christo Stoitschkow (* 1966), ehemaliger Fußballspieler und -nationaltrainer
- Madelaine Böhme (* 1967), deutsche Geowissenschaftlerin, Paläontologin und Hochschullehrerin
- Dimitré Dinew (* 1968), in Österreich lebender Schriftsteller
- Christo Grosew (* 1969), Investigativjournalist, Kommunikationswissenschaftler und Mitglied des Teams von Bellingcat
- Serafim Todorow (* 1969), Boxer
- Nikolaj Barekow (* 1972), Politiker
- Iwa Prandschewa (* 1972), Leichtathletin
- Julian Radulski (1972–2013), Schachgroßmeister
- Jordan Jowtschew (* 1973), Turner
- Marija Petrowa (* 1975), rhythmische Sportgymnastin
- Bojidara Kouzmanova (* 1977), Violinistin
- Ajssel Achmedowa (* 1980), Fußballspielerin
- Milen Dobrew (1980–2015), Gewichtheber
- Kiril Petkow (* 1980), Politiker

### 1981 bis 2000
- Sonya Yoncheva (* 1981), Opernsängerin
- Wladimir Arabadschiew (* 1984), Rennfahrer
- Miroslaw Barnjaschew (* 1985), Profi-Wrestler
- Dimitar Dantschew (* 1985), Pokerspieler
- Waleri Domowtschijski (* 1986), Fußballspieler
- Georgi Kabakow (* 1986), Fußballschiedsrichter
- Zwetana Pironkowa (* 1987), Tennisspielerin
- Lilija Pandurowa (* 1987), Biathletin
- Janislaw Gertschew (* 1989), Judoka
- Todor Nedelew (* 1993), Fußballspieler
- Dimitar Kusmanow (* 1993), Tennisspieler
- Petja Arschinkowa (* 1998), Tennisspielerin
- Kristina Borukowa (* 1998), Leichtathletin
- Martin Prodanow (* 1999), Mittelstreckenläufer

### 21. Jahrhundert
- Alexandra Natschewa (* 2001), Dreispringerin
- Janaki Milew (* 2004), Tennisspieler
- Plamena Mitkowa (* 2004), Leichtathletin

## Personen, die vor Ort gewirkt haben
- Lucien Chevallaz (1840–1921), bulgarisch-schweizerischer Gärtner
- Guillermo Deisler (1940–1995), chilenisch-deutscher Künstler
- Josif (auch Joseph) Schnitter (1852–1914), Architekt[1]